# Теребовлянська бучина
Теребовля́нська бучи́на — ботанічна пам'ятка природи місцевого значення в Україні. Розташована на захід від села Кровинка Тернопільського району Тернопільської області, у межах лісового урочища «Дача Теребовлянська». 
Площа — 15 га. Оголошена об'єктом природно-заповідного фонду рішенням Тернопільської обласної ради № 98 від 30 січня 2003 року. Перебуває у віданні ДП «Тернопільське лісове господарство» (Теребовлянське лісництво, кв. 72, вид. 3). 
Під охороною — букові насадження 1-го бонітету віком 75 років; має наукову, пізнавальну та господарську цінність.